# Wagner Rivera
Wagner Apolinaro Rivera (Quito, 18 september 1972) is een voormalig profvoetballer uit Ecuador, die gedurende zijn actieve loopbaan speelde als verdediger.

## Clubcarrière
Rivera begon zijn profcarrière in 1991 bij Santos El Guabo. Daarna speelde hij voor Club Deportivo Espoli, CR Flamengo (Brazilië), Barcelona SC, CDS Santa Rita, Audaz Octubrino en opnieuw Barcelona SC. Rivera won in 1997 met Barcelona SC de nationale titel in zijn vaderland Ecuador. Hij beëindigde zijn loopbaan in 2005.

## Interlandcarrière
Rivera speelde in totaal 23 officiële interlands voor Ecuador. Onder leiding van de Colombiaanse bondscoach Francisco Maturana maakte hij zijn debuut op 25 oktober 1995 in een vriendschappelijke wedstrijd in Santa Cruz de la Sierra tegen Bolivia (2-2), net als Alfonso Obregón en Robert Macías.
| Interlands van Wagner Rivera voor Ecuador | Interlands van Wagner Rivera voor Ecuador | Interlands van Wagner Rivera voor Ecuador | Interlands van Wagner Rivera voor Ecuador | Interlands van Wagner Rivera voor Ecuador | Interlands van Wagner Rivera voor Ecuador |
| №                                         | Datum                                     | Wedstrijd                                 | Uitslag                                   | Competitie                                | Goals                                     |
| ----------------------------------------- | ----------------------------------------- | ----------------------------------------- | ----------------------------------------- | ----------------------------------------- | ----------------------------------------- |
| 1                                         | 25 oktober 1995                           | Bolivia – Ecuador                         | 2 – 2                                     | Vriendschappelijk                         | 0                                         |
| 2                                         | 2 februari 1996                           | Venezuela – Ecuador                       | 0 – 1                                     | Vriendschappelijk                         | 0                                         |
| 3                                         | 11 februari 1996                          | Libanon – Ecuador                         | 1 – 0                                     | Vriendschappelijk                         | 0                                         |
| 4                                         | 16 februari 1996                          | Oman – Ecuador                            | 0 – 2                                     | Vriendschappelijk                         | 0                                         |
| 5                                         | 18 februari 1996                          | Qatar – Ecuador                           | 1 – 1                                     | Vriendschappelijk                         | 0                                         |
| 6                                         | 23 februari 1996                          | Koeweit – Ecuador                         | 0 – 3                                     | Vriendschappelijk                         | 0                                         |
| 7                                         | 25 februari 1996                          | Qatar – Ecuador                           | 1 – 2                                     | Vriendschappelijk                         | 0                                         |
| 8                                         | 24 april 1996                             | Ecuador – Peru                            | 4 – 1                                     | WK-kwalificatie                           | 0                                         |
| 9                                         | 2 juni 1996                               | Ecuador – Argentinië                      | 2 – 0                                     | WK-kwalificatie                           | 0                                         |
| 10                                        | 7 juli 1996                               | Chili – Ecuador                           | 4 – 1                                     | WK-kwalificatie                           | 0                                         |
| 11                                        | 1 september 1996                          | Ecuador – Venezuela                       | 1 – 0                                     | WK-kwalificatie                           | 0                                         |
| 12                                        | 9 oktober 1996                            | Ecuador – Colombia                        | 0 – 1                                     | WK-kwalificatie                           | 0                                         |
| 13                                        | 10 november 1996                          | Paraguay – Ecuador                        | 1 – 0                                     | WK-kwalificatie                           | 0                                         |
| 14                                        | 12 januari 1997                           | Bolivia – Ecuador                         | 2 – 0                                     | WK-kwalificatie                           | 0                                         |
| 15                                        | 5 februari 1997                           | Mexico – Ecuador                          | 3 – 1                                     | Vriendschappelijk                         | 0                                         |
| 16                                        | 12 februari 1997                          | Ecuador – Uruguay                         | 4 – 0                                     | WK-kwalificatie                           | 0                                         |
| 17                                        | 25 maart 1997                             | Guatemala – Ecuador                       | 0 – 0                                     | Vriendschappelijk                         | 0                                         |
| 18                                        | 2 april 1997                              | Peru – Ecuador                            | 1 – 1                                     | WK-kwalificatie                           | 0                                         |
| 19                                        | 30 april 1997                             | Argentinië – Ecuador                      | 2 – 1                                     | WK-kwalificatie                           | 0                                         |
| 20                                        | 20 juli 1997                              | Colombia – Ecuador                        | 1 – 0                                     | WK-kwalificatie                           | 0                                         |
| 21                                        | 7 augustus 1997                           | Verenigde Staten – Ecuador                | 0 – 1                                     | Vriendschappelijk                         | 0                                         |
| 22                                        | 20 augustus 1997                          | Ecuador – Paraguay                        | 2 – 1                                     | WK-kwalificatie                           | 0                                         |
| 23                                        | 10 september 1997                         | Brazilië – Ecuador                        | 4 – 2                                     | Vriendschappelijk                         | 0                                         |

## Erelijst
Barcelona SC
- Campeonato Ecuatoriano

1997